# Hidrofluorocarboneto
Os hidrofluorocarbonetos (hidrofluorcarboneto, hidrofluorcarbono ou HFC) foram criados como alternativa aos clorofluorocarbonetos (CFC), e são gases de refrigeração contendo hidrogênio, flúor e carbono.  Por não conterem cloro como os clorofluorcarbonetos, não são destrutivos à camada de ozônio da atmosfera pois o flúor em si não é prejudicial ao ozônio. Apenas componentes contendo cloro e bromo são prejudiciais à camada de ozônio. Contudo, demonstrando os riscos a que o planeta está sujeito com experimentos de geoengenharia, agora cientistas estão pedindo um controle sobre o uso também dos HFCs.
Os hidrofluorocarbonetos são climaticamente muito ativos e extremamente persistentes no ambiente, sendo gases de efeito estufa muito potentes. O HFC-134a, também conhecido como R-134a, por exemplo, usado nos aparelhos de ar-condicionados de automóveis, é 1 430 vezes mais ativo do que o CO2 (dióxido de carbono).
O forçamento radiativo - uma medida do efeito de substâncias químicas sobre o clima - dos CFCs tem permanecido constante em 0,32 W/m², graças ao seu banimento. Mas os HFCs já atingiram 0,012 W/m² e, segundo os cientistas, poderão alcançar entre 0,25 e 0,4 W/m² em 2050 - para comparação, o CO2 tem uma força radioativa de 1,5 W/m². O maior problema são os chamados HFCs saturados, que podem sobreviver na atmosfera por até 50 anos.
Dois grupos de haloalcanos fazem parte da lista de gases do efeito estufa do Protocolo de Quioto: hidrofluorcarbonetos e perfluorcarbonetos (PFC).